# Topologia molecolare
In chimica, la topologia molecolare rappresenta un'applicazione della topologia utilizzata per descrivere e prevedere la struttura chimica all'interno delle restrizioni dello spazio tridimensionale. In base al legame chimico e alle proprietà chimiche degli atomi, fornisce un modello in grado di spiegare come devono combinarsi le funzioni d'onda per dare origine a una molecola. La topologia molecolare rientra nell'ambito di studio della chimica matematica e si occupa della descrizione algebrica dei composti chimici permettendone così una caratterizzazione unica e semplice.
La topologia non è influenzata dai dettagli di un campo scalare e spesso può essere determinata utilizzando dei calcoli semplificati. Nel modello di topologia possono essere introdotti campi scalari come la densità elettronica, il campo di Madelung, il campo covalente e il potenziale elettrostatico.
Ciascun campo scalare possiede la sua topologia distintiva e ciascuno fornisce una informazione differente sulla natura del legame chimico e della struttura. L'analisi di queste topologie, quando combinata con la teoria elettrostatica semplice e con alcune osservazioni empiriche, conduce a un modello quantitativo di legame chimico localizzato. In questo modo, l'analisi fornisce informazioni sulla natura del legame chimico.
La topologia applicata spiega il modo in cui le grandi molecole raggiungono le loro forme finali, oltre a rendere conto dell'attività biologica delle biomolecole. La "topologia circuitale" è una proprietà topologica dei polimeri lineari piegati. Questa nozione è stata applicata all'analisi strutturale di biomolecole come proteine e RNA.

## Indici topologici
Gli indici topologici sono equazioni che permettono di stabilire la correlazione diretta tra la relazione quantitativa struttura-attività (QSAR) e le proprietà sperimentali. Tali indici sono usati in calcoli QSAR per mettere in relazione l'attività biologica, o altre proprietà delle molecole, con la loro struttura chimica.